# Leichtathletik-Weltmeisterschaften 2022/Teilnehmer (Aruba)
| Gelbes Symbol für Goldmedaillen mit stilisierten Olympischen Ringen | Graues Symbol für Silbermedaillen mit stilisierten Olympischen Ringen | Braundes Symbol für Bronzemedaillen mit stilisierten Olympischen Ringen |
| ------------------------------------------------------------------- | --------------------------------------------------------------------- | ----------------------------------------------------------------------- |
| –                                                                   | –                                                                     | –                                                                       |

Aruba nahm an den Leichtathletik-Weltmeisterschaften 2022 in Eugene mit einem Athleten teil.

## Ergebnisse

### Männer

#### Laufdisziplin
| Athlet             | Disziplin | Vorlauf      | Vorlauf | Halbfinale | Halbfinale | Finale | Finale |
| Athlet             | Disziplin | Zeit         | Platz   | Zeit       | Platz      | Zeit   | Platz  |
| ------------------ | --------- | ------------ | ------- | ---------- | ---------- | ------ | ------ |
| Jethro Saint-Fleur | 5000 m    | 16:04,46 min | 41      |            |            | DNQ    | DNQ    |